# Rakaia denticulata
Rakaia denticulata är en spindeldjursart. Rakaia denticulata ingår i släktet Rakaia och familjen Pettalidae.

## Underarter
Arten delas in i följande underarter:
- R. d. denticulata
- R. d. major